# Campeonato Europeo de Biatlón de 1997
El IV Campeonato Europeo de Biatlón se celebró en la localidad alpina de Windischgarsten (Austria) en 1997 bajo la organización de la Unión Internacional de Biatlón (IBU).

## Resultados

### Masculino
| Evento             | Oro                                                                                | Plata                                                                       | Bronce                                                                               |
| ------------------ | ---------------------------------------------------------------------------------- | --------------------------------------------------------------------------- | ------------------------------------------------------------------------------------ |
| 10 km velocidad    | Andrei Padin · Rusia ·                                                             | Jože Poklukar Eslovenia                                                     | Tomaž Globočnik Eslovenia                                                            |
| 20 km individual   | Serguei Rozhkov · Rusia ·                                                          | Tomasz Sikora · Polonia ·                                                   | Marco Morgenstern · Alemania ·                                                       |
| Relevos 4 × 7,5 km | Alemania · Ulf Karkoschka · Holger Schönthier · Lars Kreuzer · Marco Morgenstern · | Rusia · Vladimir Bejterev · Andrei Padin · Alexei Sidorov · Eduard Riabov · | Noruega · Stig-Are Eriksen · Kjetil Sæter · Lars-Sigve Oftedal · Kjell Ove Oftedal · |

### Femenino
| Evento             | Oro                                                            | Plata                                                | Bronce                                                              |
| ------------------ | -------------------------------------------------------------- | ---------------------------------------------------- | ------------------------------------------------------------------- |
| 7,5 km velocidad   | Anna Stera · Polonia ·                                         | Tatiana Martynova · Rusia ·                          | Natalie Santer · Italia ·                                           |
| 15 km individual   | Katja Beer · Alemania ·                                        | Albina Ajatova · Rusia ·                             | Soňa Mihoková · Eslovaquia ·                                        |
| Relevos 3 × 7,5 km | Rusia · Irina Mileshina · Tatiana Martynova · Albina Ajatova · | Alemania · Katja Beer · Janet Klein · Steffi Kindt · | República Checa · Irena Madlová · Jitka Simunková · Irena Tomšová · |

## Medallero
| Núm. | País            | Oro | Plata | Bronce | Total |
| ---- | --------------- | --- | ----- | ------ | ----- |
| 1    | Rusia           | 3   | 3     | 0      | 6     |
| 2    | Alemania        | 2   | 1     | 1      | 4     |
| 3    | Polonia         | 1   | 1     | 0      | 2     |
| 4    | Eslovenia       | 0   | 1     | 1      | 2     |
| 5    | Eslovaquia      | 0   | 0     | 1      | 1     |
| 5    | Italia          | 0   | 0     | 1      | 1     |
| 5    | Noruega         | 0   | 0     | 1      | 1     |
| 5    | República Checa | 0   | 0     | 1      | 1     |
|      | TOTAL           | 6   | 6     | 6      | 18    |